# Hàng không năm 1995
Đây là danh sách các sự kiện hàng không nổi bật xảy ra trong năm 1995:

## Chuyến bay đầu tiên
- Cirrus SR20

### Tháng 6
- 9 tháng 6 - Eurocopter Colibri

### Tháng 8
- 17 tháng 8 - Gia đình Embraer ERJ 145
- 25 tháng 8 - Airbus A319

### Tháng 9
- 18 tháng 9 - Lambach HL II

### Tháng 10
- 7 tháng 10 - Learjet 45

### Tháng 11
- 2 tháng 11 - Fokker F60
- 28 tháng 11 - Gulfstream V

### Tháng 12
- 1 tháng 12 - Air Tractor AT-602
- 18 tháng 12 - NHI NH90

## Bắt đầu hoạt động

### Tháng 6
- 17 tháng 6 - Boeing 777 trong United Airlines